# Selišta (Bośnia i Hercegowina)
Selišta (cyr. Селишта) – wieś w Bośni i Hercegowinie, w Republice Serbskiej, w gminie Bileća. W 2013 roku liczyła 41 mieszkańców.